# Demitrius Conger
Demitrius Rayelle Conger (Brooklyn, 29 mei 1990) is een Amerikaans basketballer.

## Carrière
Conger speelde collegebasketbal voor de St. Bonaventure Bonnies van 2009 tot 2013. In 2013 werd hij niet gekozen in de NBA draft en speelde hij een aantal wedstrijden voor de Indios de San Francisco. Hij maakte daarna de overstap naar de Italiaanse derdeklasser Pallacanestro Lucca en daarna voor reeksgenoot Fulgor Basket Omegna waar hij in november 2014 tekende. In 2015 tekende hij bij de Griekse eersteklasser Aries Trikala tot in februari 2016. Hij speelde de rest van het seizoen uit bij Hapoel Tel Aviv BC in Israël.
Voor het seizoen 2016/17 tekende hij in de Belgische competitie bij Antwerp Giants. Voor het seizoen daarop tekende hij in de Australische competitie bij Illawarra Hawks. In maart 2018 ging hij spelen voor Club Joventut Badalona waar hij de rest van het seizoen speelde. In de zomer van 2018 speelde hij voor de Boston Celtics in de NBA Summer League. Hij tekende voor het seizoen 2018/19 bij Le Mans Sarthe Basket waar hij speelde tot in november 2018. Daarna speelde hij van november 2018 tot 2019 in de Australische competitie voor Adelaide 36ers. In februari 2019 tekende hij bij Hapoel Jerusalem BC waar hij het seizoen uitspeelde.
Het seizoen 2019/20 speelde hij bij de Spaanse eersteklasser Real Betis Baloncesto waar hij tot in mei 2020 speelde. Hij startte het seizoen 2020/21 in november bij het Duitse ratiopharm Ulm. In de zomer van 2021 speelde hij in The Basketball Tournament voor de Brown & White.  Hij tekende voor het seizoen 2021/22 bij Petkim Spor Kulübü maar verliet de club in november 2021. In december 2021 keerde hij terug naar de Belgische competitie bij BC Oostende waarmee hij landskampioen werd. Voor het seizoen 2022/23 tekende hij bij New Taipei CTBC DEA in februari 2023 werd zijn contract ontbonden. Hij tekende daarop bij CS Rapid București in de Roemeense eerste klasse.
Hij tekende in december 2023 voor het Mexicaanse Astros de Jalisco. In juli 2024 tekende hij opnieuw in Mexico ditmaal bij Dorados de Chihuahua. Hij speelde bij de club tot november toen het seizoen ten einde liep.

## Erelijst
- Belgische supercup: 2017
- Belgisch landskampioen: 2022